# Morro Dona Marta
O Morro Dona Marta é um acidente geográfico localizado entre os bairros de Botafogo, Flamengo, Laranjeiras, Cosme Velho e Silvestre, na cidade do Rio de Janeiro, no Brasil. Nele, está situada a Favela Santa Marta. Seu ponto mais alto é o Mirante Dona Marta, com 362 metros de altitude.

## História
O seu nome surgiu por volta de 1680, quando um padre chamado Clemente Martins de Matos comprou as terras da região e nomeou o morro em homenagem a sua mãe, Marta Figueira de Matos, que havia morrido alguns anos antes. No mesmo bairro, ele traçou um caminho em suas terras na direção de uma pequena capela que ergueu. Era a capela de São Clemente, em homenagem própria. O caminho marca o começo da atual rua São Clemente.

## Acidente
Em 2005, um lastimável ocorrido deste lugar foi uma bala perdida deixando como vítima Nadja Haddad, onde a então repórter da Rede Bandeirantes de Televisão (RJ) se preparava para fazer uma reportagem. Após o episódio, Haddad esteve na UTI e anunciou sua destituição da emissora no seu Twitter. Hoje se encontra com uma saúde estável.

## Mídia
O morro foi usado como palco das gravações: 
- do videoclipe da música They Don't Care About Us, de Michael Jackson em 1996;
- do filme Tropa de Elite 2: O Inimigo agora É Outro (2010);
- do álbum Natiruts Acústico no Rio de Janeiro (2012).